# Sidi Békaye Magassa
Sidi Békaye Magassa est un ancien arbitre malien de football. Il a été président de la Commission centrale des arbitres du Mali, actuellement il est le secrétaire général de la Fédération Malienne de Football FEMAFOOT.

## Carrière
Il a officié dans des compétitions majeures : 
- CAN 1996 (3 matchs)
- CAN 1998 (1 match)
- Tournoi Hassan II de football 2000 (1 match)